# 굴리엘모 에피파니
굴리엘모 에피파니(Guglielmo Epifani, 1950년 5월 24일 ~ 2021년 6월 7일)는 이탈리아의 노동조합 출신 정치인이다.

## 학력
- 로마 사피엔자 대학교 학사
- 로마 사피엔자 대학교 대학원 석사
- 로마 사피엔자 대학교 대학원 박사

## 경력
- 이탈리아 사회당
- CGIL 사무국장
- 캄파니아 1구의 민주당 후보로 대의원
- 당 서기